# Olokun Vallis
Olokun Vallis is een vallei op de planeet Venus. Olokun Vallis werd in 1997 genoemd naar Olokun, godin van de wateren in de Yorubareligie.
De vallei heeft een lengte van 150 kilometer en bevindt zich in het quadrangle Snegurochka Planitia (V-1).